# Mount Dora
Mount Dora – miasto w Stanach Zjednoczonych, w stanie Floryda, w hrabstwie Lake.